# Robin Ammerlaan
Robin Lucien Ammerlaan (Den Haag, 26 februari 1968) is een voormalig rolstoeltennisser uit Nederland.

## Carrière
Op 27-jarige leeftijd werd ontdekt dat Robin Ammerlaan is geboren met spina bifida, nadat hij tweemaal aan zijn voeten was geopereerd vanwege ernstige sportblessures. Een jaar later in 1997 werd Ammerlaan weer geopereerd, wat er toe heeft geleid dat hij in een rolstoel belandde. Na een korte periode in een revalidatiecentrum ging hij weer verder met sporten, nu zittend in een rolstoel. En in 1998 maakte hij al zijn internationale debuut in het rolstoeltennis.
Tijdens de Paralympics in Sydney in 2000 behaalde hij aan de zijde van Ricky Molier de gouden medaille in het herendubbelspel. Vier jaar later, op de Paralympics in Athene, werd de gouden medaille in het enkelspel binnengesleept. Andere hoogtepunten zijn het behalen van het wereldkampioenschap in 2006 en het zes keer winnen van het eindejaarstoernooi (Masters), tot nu toe een record.
Bij de Paralympische Spelen van 2008 in Peking veroverde Ammerlaan in het enkelspel een zilveren medaille.
In 2012 wist Ammerlaan zich met een zesde plaats op de wereldranglijst te kwalificeren voor de Paralympische Spelen in Londen. Na deze Spelen, waar hij geen medailles wist te behalen, zette Ammerlaan een punt achter zijn sportcarrière.

## Titels

### Enkelspel
- Australian Open :2002
- Austrian Open : 2004 2006 2007 2008
- Classic 8's : 2002
- Sydney International : 2002 2004 2005 2007 2010
- ABN AMRO WTT : 2009
- Nasdaq 100-Open : 2003 2005
- Florida Open : 2003 2004 2006
- Pensacola Open : 2010
- Japan Open : 2004
- Amsterdam Open : 2002 2003 2004 2006 2007
- Dutch Open : 2002 2003 2005
- British Open : 2003 2006
- Flanders Open : 2002 2003 2004 2006 2007 2008 2009 2010
- Slovakia Open : 2004 2006
- Tsjechië Open : 2003 2004 2005 2007 2009
- Bavarian Open : 2003 2005
- Daimler Chrysler Open : 2004 2006
- Salzburg Open : 2007
- Citta di Livorno : 2003 2004
- US Open NY : 2005 2006
- Atlanta Master Series : 2007
- Masters : 1999 2000 2003 2005 2006 2007

### Dubbelspel
- Wimbledon : 2012